# Luboszek
Luboszek (in. Kuchenne) – jezioro morenowe w woj. wielkopolskim, w powiecie międzychodzkim, we wschodniej części gminy Kwilcz, w pobliżu wsi Lubosz i Chorzewo, leżące na terenie Pojezierza Poznańskiego, przy drodze krajowej nr 24.

## Hydronimia
Według urzędowego spisu opracowanego przez Komisję Nazw Miejscowości i Obiektów Fizjograficznych (KNMiOF) nazwa tego jeziora to Luboszek. W różnych publikacjach i na mapach topograficznych jezioro to występuje też pod nazwą Kuchenne.

## Dane morfometryczne
Powierzchnia zwierciadła wody według źródeł wynosi 59,01 ha.
Zwierciadło wody położone jest na wysokości 94,6 m n.p.m. Średnia głębokość jeziora wynosi 2,6 m, natomiast głębokość maksymalna 6 m.

## Warunki naturalne
Zbiornik posiada wyrównane dno o łagodnie opadających stokach, z jednym głęboczkiem. Miąższość osadów dennych wynosi średnio około 60 cm. Jezioro zasilane jest przez krótkie, okresowo płynące rowy odwadniające przyległe grunty. Z południowej części jeziora wypływa ciek łączący je z jeziorem Lubosz Wielki. Zlewnia bezpośrednia jeziora to głównie tereny rolnicze, w tym: 
- grunty orne (34,3%),
- łąki (3,2%),
- sady (28,2%),
- lasy (30,6%).

Zabudowania wsi Lubosz i Chorzewo zajmują 3,7% zlewni. Tuż nad jeziorem, we wsi Lubosz, zlokalizowany jest Wiejski Park Krajobrazowy o powierzchni 13 ha z XIX w.

### Linia brzegowa
Linia brzegowa jest średnio rozwinięta, a brzegi są niskie i w znacznej części podmokłe, otoczone pojedynczym pasem drzew. Na brzegu występują liczne pomosty.

### Roślinność
- Roślinność wynurzona[2] jest silnie rozwinięta.

## Warunki do wędkowania
W klasyfikacji rybackiej jezioro określane jest typem sielawowym.